# 1+1 (телеканал)
«1+1» (также разг. «Плюсы») — украинский общенациональный телеканал.
Один из крупнейших частных телеканалов Украины. Входит в медиа-холдинг «1+1 Медиа».

## История

### Основание
Телекомпания «Студия 1+1» основана 3 сентября 1995 года бизнесменом Александром Роднянским, который стал генеральным директором и генеральным продюсером компании. С 2002 года был председателем совета директоров «1+1». Телекомпания входила в компанию Innova-Film, принадлежавшую Александру Роднянскому и Борису Фуксману. Программы её производства вышли в эфир в том же месяце 1995 года. Изначально «Студия 1+1» получила право на ежедневное вещание на канале УТ-1 в объёме 2,5 часов. Однако постепенно объёмы этого вещания увеличивались и выходили несколькими блоками утром, днём и вечером. В программе были зарубежные и украинские фильмы, а также сериалы.
1 января 1997 года канал «1+1» начал осуществлять вещание на частоте УТ-2 в соответствии с лицензией Национального совета Украины по вопросам телевидения и радиовещания. Вещание началось в Новогоднюю ночь в 0:05, сразу же после Новогоднего поздравления Президента. Первой программой «Студии 1+1», стал пятиминутный блок поздравлений телезрителям от самой студии, который назывался «1+1 поздравляет». Следом за ним началась 2-я серия комедии «Операция „С Новым годом!“» (1-я серия была показана вечером 31 декабря в рамках вещания студии «1+1» ещё на канале УТ-1). Вечером в тот же день вышел первый выпуск информационной программы «ТСН».
При Роднянском на «1+1» впервые для украинского телевидения были представлены новые жанры и форматы: международный тележурнал «Телемания», политическое ток-шоу «Табу», жёсткие политические дебаты «5 на 5», знаменитое юмористическое ток-шоу «СВ-шоу», а также показы лучших фильмов мировой коллекции кинематографа (фильмы Мартина Скорсезе, Серджио Леоне, Питера Гринуэйя, Джима Джармуша и др.), американские телесериалы — «Династия», «Мелроуз плейс», «Беверли Хиллз 90210», «Детектив Нэш Бриджес». Спустя несколько месяцев после запуска каналов первые исследования продемонстрировали высокие телевизионные рейтинги: доля аудитории старше четырёх лет составила больше 35 %. Была запущена телеигра «Первый миллион» — украинская версия знаменитого международного формата «Кто хочет стать миллионером?», а также шоу «Танцы со звёздами».
В 1997 году вещание «Студии 1+1» на частоте УТ-2 осуществлялось двумя блоками: утром с 7:00 до 10:00 и вечером — с 18:00 до полуночи. Поскольку временной отрезок с 10:00 до 18:00 в 1996 году так и не был пролицензирован Нацсоветом, то в это время на сети продолжали выходить программы НТКУ под логотипом «УТ-2».
С 1 января 1998 года дневное вещание канала начиналось в 16:00 (по выходным в 15:00), а с 19 ноября 2001 года — в 14:00.
С 30 июля 2004 года канал получил право на увеличение объёма вещания до 24 часов в сутки, что открыло для коллектива «1+1» новые творческие возможности и позволило сделать целостную и логично завершённую сетку вещания. Переход на круглосуточное вещание начался 16 августа 2004 года, был постепенным (с 4 сентября 2004 по 13 февраля 2005 года «1+1» вещал до 22 часов в сутки — с 6:00 до 4:00) и окончательно завершился 14 февраля 2005 года.
В августе 2008 года генеральным директором группы компаний «1+1» стал Александр Ткаченко, который руководил каналом и медиахолдингом «1+1 медиа» до 2019 года.
В 2012 году телеканал «1+1» заключил соглашение с продакшн-компанией «Студия Квартал-95», ранее сотрудничавшей с телеканалом «Интер». На канале стали выходить телевизионные проекты из этой же компании: «Вечерний квартал», «Вечерний Киев», «Рассмеши комика», «Рассмеши комика. Дети», «Сваты», «Сказочная Русь», «Чисто News», «Лига смеха» и «Слуга народа».
С 17 января 2017 года телеканал перешёл на формат вещания 16:9.
19 сентября 2019 года телеканал начал вещание в стандарте высокой чёткости (HD).
В связи со вторжением России на Украину с 24 февраля 2022 года телеканал круглосуточно транслирует информационный марафон «Единые новости». До 14 июня 2024 года в эфире отсутствовала реклама.

### Собственники
В начале 2000-х в структуру владельцев «1+1» помимо Александра Роднянского и Бориса Фуксмана вошла американская медиакорпорация Central European Media Enterprises (основатель и главный акционер Рональд Лаудер). В 2005 году CME владела 30 % канала, Александр Роднянский — 20 %, а 50 % принадлежало компании «Интер-медиа», которой владела немецкая компания Innova-Film Бориса Фуксмана.
В 2005—2008 годах CME постепенно выкупила у Александра Роднянского и Бориса Фуксмана ещё 70 % акций и довела свою долю до 100 %. За это время кардинально изменилась программная политика телеканала, из эфира ушли авторские программы, их место заняли форматные развлекательные шоу. Значительной составляющей канала одновременно оставался показ фильмов и сериалов. В 2008 году новости «ТСН» (Телевизионная Служба Новостей, укр. Телевізійна Служба Новин) перешли в таблоидный формат.
В течение 2009—2010 годов СМЕ продала телеканал «1+1» своему миноритарному акционеру Игорю Коломойскому. Общая сумма нескольких сделок составила более $400 млн. Окончательно сделка по продаже завершилась в апреле 2010 года.
В данный момент ТРК «Студия 1+1» принадлежит более чем десяти оффшорным компаниям, зарегистрированным на Кипре, в Белизе и Британских Виргинских островах. Конечным бенефициарным собственником по состоянию на 31 декабря 2017 года является Игорь Коломойский, владельцем существенного участия — Игорь Суркис.
Согласно налоговой декларации народного депутата Украины Виктора Медведчука за 2019 год, его супруга Оксана Марченко контролировала 24,66 % акций телеканала через компанию «Bolvik Ventures LTD» с Британских Виргинских Островов. При этом на сайте телеканала владельцем данной компании указан Игорь Суркис.

## Логотип и оформление

### Логотип
Телеканал изменил 11 логотипов. Нынешний — 12-й по счёту.
- С 3 сентября 1995 по 1 сентября 1996 года и с 16 сентября 1996 по 31 августа 1997 года, логотипом были плотно соединённые две серые единицы и синий плюс. Находился в правом нижнем углу.
- С 2 по 15 сентября 1996 года, логотип был изменён. Он выглядел так: две единицы, между ними был образ луны, окончание которого было в западно-северной области, в образе плюса, над единицами и плюсом в образе луны также была изображена дуга. Единицы имели обычный образ. Логотип был синего цвета. Находился там же.
- С 1 сентября 1997 по 14 октября 2001 года логотипом были две жирные единицы и жирный плюс, которые были разсоединенные и соединённы по концах. Цвет логотипа-синий градиент. Находился в правом верхнем углу.
- С 15 октября 2001 по 15 сентября 2010 года логотипом были две серые единицы и серый плюс, что имели заметные белые контуры по краях логотипа, и логотип был полупрозрачным. Находился там же.
  - С 13 сентября 2007 по 25 августа 2009 года логотип имел левый белый край.
  - С 26 августа 2009 по 15 сентября 2010 года у логотипа отсутствовал контур «плюса».
- С 16 сентября 2010 по 26 июня 2013 года логотипом были две белые единицы и белый плюс, слегка уменьшенный в размере и логотип был немного прозрачным.
- С 26 июня по 26 июля 2013 года логотипом являются две серые единицы и серый плюс, что имеют чёткие чёрные контуры и логотип полупрозрачный.
- С 26 июля по 5 декабря 2013 года логотипом были две белые единицы и белый плюс, слегка уменьшены в размере и без чётких контуров.
- С 6 декабря 2013 по 16 октября 2019 года были 2 серые полупрозрачные единицы и серый плюс, под которыми находилась подпись «ТИ НЕ ОДИН». Логотип был полупрозрачным.
  - С 31 декабря 2014 по 30 ноября 2015 года использовался тот же логотип, но справа от него использовался флаг Украины.
- С 17 октября 2019 года по 31 декабря 2021 года использовался тот же логотип, но он стал непрозрачным и белого цвета.
  - Во время пандемии коронавируса с 30 марта по 9 июля 2020 года использовался тот же логотип, но над ним был изображён белый треугольник с дымом. Находился там же.
  - С 24 августа 2020 года логотип увеличился в размере.
- С 1 января 2022 года используется тот же логотип, но без подписи «ТИ НЕ ОДИН».
- С 2 апреля 2022 года используется тот же логотип, но с подписью «МАРАФОН».

### Оформление
- С 1 сентября 1997 по 4 сентября 2005 года основным цветом в оформлении был синий.
- С 5 сентября 2005 года по настоящее время основными цветами стали красный и белый.
- С 1 января 2015 по 23 августа 2020 года цвета сменивались зависимо от времени дня. Утром и днём использовался белый фон с красным текстом, вечером красный фон с белым текстом, ночью использовался фиолетовый фон с белым текстом.
- С 24 августа 2020 года по настоящее время канал немного изменил свои логотип и оформление. Представлен логотип «1+1» на белом фоне, а по нему перемещаются цвета и создают эффект перехода. Цвета остались те же самыми, но уже не смениваются. С 31 октября 2020 года была добавлена анимация зависимо от поры года.

## Награды
- Победитель национальной украинской премии «Телетриумф» в номинации «Телевизионный дизайн» в 2001, 2002, 2006, 2007 и 2008 годах.
- Победитель премии PROMAX|BDA Awards в номинации «Lower Third Promotion» за серию роликов с Дедами Морозами в 2010 году[14].

## Сетка вещания

### Актуальные программы
- ТСН
- ТСН. Неделя (укр. ТСН. Тиждень)
- Завтрак с 1+1 (укр. Сніданок з 1+1)
- Завтрак. Выходной (укр. Сніданок. Вихідний)
- Твой день (укр. Твій день)
- Твой вечер (укр. Твій вечір)
- Жизнь известных людей (укр. Життя відомих людей)
- Светская жизнь с Екатериной Осадчей (укр. Світське життя з Катериною Осадчою)
- Голос страны (укр. Голос країни)
- Голос. Дети (укр. Голос. Діти)
- Танцы со звёздами (укр. Танці з зірками)
- Мир наизнанку (укр. Світ навиворіт)
- Женитьба вслепую (укр. Одруження наосліп)
- Право на власть (укр. Право на владу)
- Аргумент-кино (укр. Аргмент-кіно)
- Вечерний квартал (укр. Вечірній квартал)
- Лига смеха (укр. Ліга сміху)
- Женский квартал (укр. Жіночій квартал)
- Маскарад
- Липсинк батл
- Путешествуй по Украине с Дмитрием Комаровым (укр. Мандруй Україною з Дмитром Комаровим)
- ПроСпорт

### Архивные программы
- Удивительные истории ТСН (укр. Вражаючі історії ТСН)
- Вечерний Киев (укр. Вечірній Київ)
- Рассмеши комика (укр. Розсміши коміка, позже — на телеканале «ТЕТ»)
- 4 свадьбы (укр. 4 весілля, позже — на телеканале «ТЕТ»)
- Рассмеши комика. Дети (укр. Розсміши коміка. Діти)
- ГудНайт Шоу/ГудНайт Клаб
- Угадай ящик
- Воскресенье с Кварталом (укр. Неділя з кварталом)
- Семейные мелодрамы (укр. Сімейні мелодрами)
- Инспектор. Города (2014—2018) (укр. Інспектор. Міста). В 2014—2017 годах проект назывался «Инспектор Фреймут» с ведущей Ольгой Фреймут. В 2018 году ведущим был Владимир Остапчук.
- Модель XL
- На ножах (позже — на «Новом канале»)
- Дубинизмы (позже — на телеканале «2+2»)
- Украинские сенсации (укр. Українські сенсації)
- Деньги (укр. Гроші, позже — на телеканале «2+2»)
- Меняю жену (укр. Міняю жінку)
- Табу
- Без табу
- Семья
- Поле чудес
- Сказочная Русь
- Маріччин кінозал/Дитячий кінозал
- Недотуркані
- Мульти Барбара
- Сватики
- Большие выпуски с Антоном Птушкиным (укр. Великі випуски з Антоном Птушкіним)
- Шоу на два миллиона (укр. Шоу на два мільйони)
- Звезда+Звезда (укр. Зірка+Зірка)
- Звёзды в опере (укр. Зірки в опері)
- Что ты делал в прошлую пятницу? (укр. Що ти робив минулої п'ятниці?)
- Первый миллион (укр. Перший мільйон)
- Кто там?
- Лото-Забава
- Танцую для тебя (укр. Танцюю для тебе)
- 100 % Украина
- Я люблю Украину
- Суперзвезда (укр. Суперзірка)
- Адская кухня (укр. Пекельна кухня, позже — на «Новом канале»)
- Tkachenko.ua
- Избей ведущего (укр. Побий ведучого)
- Документ
- Украина. История катастроф
- Община на миллион (укр. Громада на мільйон)
- Едим за 100 (укр. Їмо за 100)
- Король десертов
- Игры приколов (укр. Ігри приколів)
- Красавица за 12 часов (укр. Красуня за 12 годин)
- Битва салонов
- Лучший ресторан с Русланом Сеничкиным (укр. Найкращий ресторан з Русланом Сенічкіним)
- Принц желает познакомиться (укр. Принц бажає познайомитися)
- Де-мократия?
- #Шоуюры
- VIP с Натальей Мосейчук
- Тайны великих украинцев (укр. Таємниці великих українців)
- 15 республик
- От пацанки до барышни (укр. Від пацанки до панянки, позже — на «Новом канале»)
- Джентльменский набор (укр. Джентльменський набір)
- Снять всё (укр. Зняти все)
- ГПУ
- Маленькие гиганты (укр. Маленькі гіганти)
- Любовь без границ (укр. Кохання без кордонів)
- Большой пекарский турнир (укр. Великий пекарський турнір)
- Битва хоров
- Вышка
- Большие гонки (укр. Великі перегони)
- Моя хата с краю
- Тачки
- 100000 за правду
- СВ-шоу
- Территория обмана (укр. Територія обману)
- Звёздная хроника (укр. Зіркова хроніка)
- Что? Где? Когда? (укр. Що? Де? Коли?)
- Хочу в ВИА Гру
- МинКульт
- Мой сможет (укр. Мій зможе)
- Мой малыш сможет (укр. Мій малюк зможе)
- Храбрые сердца (укр. Хоробрі серця)
- Ремонт+
- Просто шоу
- Подпольная империя (укр. Підпільна імперія)
- Жизнь без обмана (укр. Життя без обману)
- Почти бывшие (укр. Майже колишні)
- Верните мне красоту (укр. Поверніть мені красу)
- 10 шагов к любви (укр. 10 кроків до кохання)
- Без мандата/Без мандата и гламура
- Дикие и смешные (укр. Дикі і смішні)
- Всенародные семейные прятки (укр. Всенародні сімейні хованки)
- Форт Буаяр
- Мольфар
- Империя кино
- Хочу и буду
- Скрытая камера
- Я так думаю

### Сериалы

#### Сериалы собственного производства
- «День рождения Буржуя» (укр. «День народження Буржуя») (все сезоны) (2000—2003, 2010)
- «Только любовь» (укр. «Тільки кохання») (2010) — на украинском языке
- «Давай поцелуемся» (укр. «Поцілуймося») (2014) — на русском языке
- «Последний москаль» (укр. «Останній москаль») (2015) — на украинском и русском языках
- «Всё равно ты будешь мой» (укр. «Все одно ти будеш мій») (2015) — на русском языке
- «Хозяйка» (укр. «Хазяйка») (2016) — на русском языке
- «Мамочки» (совместно с телеканалом «СТС») (укр. «Матусі») (2016) — на русском языке
- «Последний москаль. Судный день» (укр. «Останній москаль. Судний день») (2016) — на украинском и русском языках
- «Ведьма» (2016) — на русском языке
- «Центральная больница» (укр. «Центральна лікарня») (2016) — на русском языке
- «Чудо по расписанию» (укр. «Чудо за розкладом») (2016) — на русском языке
- «Гроза над Тихоречьем» (укр. «Гроза над Тихоріччям») (2016) — на русском языке
- «Случайных встреч не бывает» (укр. «Випадкових зустрічей не буває») (2016) — на русском языке
- «Беженка» (укр. «Біженка») (2016) — на русском языке
- «Папарацци» (укр. «Папараці») (2016) — на русском языке
- «Век Якова» (укр. «Століття Якова») (2016) — на украинском, русском и немецком языках
- «„Лучшая“ неделя моей жизни» (укр. «„Найкращий“ тиждень мого життя») (2016) — на русском языке
- «Кандидат» (2016) — на русском языке (Сериал был снят с эфира после одной недели трансляции из-за низких рейтингов. Было показано 8 из 16 серий сериала. Остальные серии были размещены на сайте телеканала для онлайн-просмотра)[15]
- «Мамочки-2» (совместно с телеканалом «СТС») (укр. «Матусі-2») (2016) — на русском языке
- «Село на миллион» (укр. «Село на мыльйон») (2016—2017) — на украинском и русском языках
- «Катерина» (2016) — на украинском и русском языках
- «Девушка с персиками» (укр. «Дівчина з персиками») (2017) — на русском языке
- «Хороший парень» (укр. «Хороший хлопець») (2017) — на русском языке
- «Вверх тормашками» (укр. «Догори дриґом») (2017) — на украинском и русском языках
- «Двигатель внутреннего сгорания» (укр. «Двигун внутрішнього згоряння») (2017) — на русском языке
- «Танец мотылька» (укр. «Танець метелика») (2017) — на русском языке
- «Суббота» (укр. «Субота») (2017) — на украинском и русском языках
- «Не могу забыть тебя» (2017)
- «Небеса подождут» («Жизнь после жизни») (2017)
- «Школа» (2017—2019) — на украинском языке
- «Две матери» (укр. «Дві матері») (2018) — на украинском языке
- «Родственные связи» (2018, 2020) — на русском языке
- «Жить ради любви» (укр. «Жити за ради кохання») (2018) — на русском языке
- «По праву любви» (укр. «За правом любові») (2018) — на русском языке
- «Полюби меня такой» («Деревенская история») (2018)
- «Другой» («Буковель») (2018) — на русском языке
- «Артистка» (2018) — на русском языке
- «Горизонты любви» (укр. «Горизонти кохання») (2018)
- «Шанс на любовь» (укр. «Шанс на кохання») (2018)
- «Прислуга» (2018)
- «Сувенир из Одессы» (укр. «Сувенiр з Одеси») (2018) — на русском языке
- «За три дня до любви» (укр. «За три дні до кохання») (2018)
- «СидОренко—СидорЕнко» (2019—2020)
- «Маршруты судьбы» (укр. «Маршрути долі») (2019) — на русском и украинском языках
- «В воскресенье рано зелье копала» (укр. «У неділю рано зілля копала») (2019) — на русском языке
- «Великие Вуйки» (укр. «Великі Вуйки») (2019—2020) — на украинском и русском языках
- «Близко к сердцу» (2019)
- «Отмороженный» (2019) — на украинском языке
- «Укус волчицы» (укр. «Укус вовчиці») (2019)
- «Любовь без памяти» (укр. «Любов без пам'яті») (2019)
- «Не отпускай» (2020)
- «Худшая подруга» (укр. «Найгірша подруга») (2020)
- «Доктор Вера» (2020)
- «Родня» (2020)
- «Елена Прекрасная» (2020)
- «Подари мне счастье» (2020) — на русском языке
- «С кем поведёшься» (укр. «З ким поведешся») (2021)
- «Бедная Саша» (укр. «Бідна Саша») (2021)
- «Славяне» (укр. «Слов’яни») (2021) (в копродукции со словацким телеканалом «TV JOJ[словац.]»)
- «Моя любимая Страшко» (укр. «Моя улюблена Страшко») (2021)
- «Джек и Лондон» (укр. «Джек і Лондон») (2021)

#### Зарубежные сериалы
- «Великолепный век» (укр. «Величне століття. Роксолана»)
- «Великолепный век. Империя Кёсем» (укр. «Величне століття. Нова володарка»)
- «Тысяча и одна ночь» (укр. «Тисяча і одна ніч»)
- «Сыла. Возвращение домой» (укр. «Сила. Повернення додому»)
- «Любовь и наказание» (укр. «Кохання та покарання»)
- «Аси» (укр. «Асі»)
- «В чём вина Фатмагюль?» (или «Без вины виноватая») (укр. «Фатмаґюль»)
- «Терпкий вкус любви» (укр. «Терпкий смак кохання»)
- «Королёк — птичка певчая» (укр. «Корольок — пташка співоча»)
- «Назвала я её Фериха» (укр. «Сила кохання Феріхи»)
- «Госпожа Дила» (укр. «Моя кохана Діла»)
- «Чёрная роза» (укр. «Чорна троянда»)
- «Запретная любовь» (укр. «Заборонене кохання»)
- «Вдребезги» (укр. «Уламки щастя»)
- «Любовь против судьбы» (укр. «Кохання проти долі»)
- «Девушки из Львова» (укр. «Наші пані у Варшаві»)
- «Диагноз» (укр. «Діагноз»)
- «Моя мама» (укр. «Мама»)
- «Принцип удовольствия» (укр. «Принцип насолоди»)
- «Чёрная любовь» (укр. «Чорне кохання»)
- «Снова любовь» (укр. «Я знову тебе кохаю»)
- «Любовь Мерьем» (укр. «Кохання Мер'єм»)
- «Моя чужая жизнь» (укр. «Моє чуже життя»)
- «Чернобыль» (укр. «Чорнобиль»)
- «Невеста из Стамбула» (укр. «Наречена з Стамбула»)
- «Ветер любви» (укр. «Вiтер кохання»)
- «Научи меня любить» (укр. «Навчи мене кохати»)
- «Женщина» (укр. «Жінка»)
- «Шерлок»
- «Касл»
- «Крылья любви»

#### Российские сериалы
- «Каменская» (1—3 сезоны) (2000—2005)
- «Досье детектива Дубровского» (2000—2002)
- «Агент национальной безопасности» (1999—2005)
- «Улицы разбитых фонарей (1-6 сезоны)» (2000—2005)
- «Убойная сила» (1-2 сезоны) (2000—2002)
- «Маросейка, 12» (2000—2003)
- «Кобра» (продолжение телесериала «Маросейка, 12») (2001—2003)
- «Марш Турецкого» (1—2 сезоны) (2001—2004)
- «Крот» (1 сезон) (2001—2002)
- «Тайны следствия» (1-4 сезоны) (2001—2005)
- «Сыщики» (1-2 сезоны) (2001—2004)
- «На углу у Патриарших» (все сезоны) (2001—2005)
- «Мужская работа» (2001, 2003)
- «Медики» (2002)
- «Next (Следующий)» (1—2 сезоны) (2002—2003)
- «Семейные тайны» (2002—2003)
- «Агентство НЛС» (1 сезон) (2002—2004)
- «Нина. Расплата за любовь» (2002)
- «Клетка» (2002)
- «Московские окна» (2002—2003)
- «След оборотня» (2002)
- «Ключи от смерти» (2002)
- «Конференция маньяков» (2002—2003)
- «Шатун» (2002—2003)
- «Чёрный ворон» (2002—2005)
- «По имени Барон» (2002—2004)
- «Бригада» (2002—2006)
- «Вовочка» (2002—2004)
- «Время любить» (2002—2004)
- «Две судьбы» (2003—2005)
- «Пейзаж с убийством» (2002—2004)
- «Подружка Осень» (2003—2004)
- «Стилет» (1 сезон) (2003)
- «Русские амазонки» (2003—2005)
- «Ребята из нашего города» (2003)
- «Идиотъ» (2003—2004)
- «Литовский транзит» (2003)
- «Москва. Центральный округ» (2003—2005)
- «Леди Босс» (2004)
- «Ундина» (2004)
- «Линии судьбы» (2004—2005)
- «Дети Арбата» (2004)
- «Моя прекрасная няня» (2004—2008)
- «Богатство» (2005)
- «Штрафбат» (2005)
- «Сармат» (2005)
- «Красная площадь» (2005)
- «Не родись красивой» (2005—2006)
- «В круге первом» (2006)
- «Ментовские войны» (1-3 сезоны) (2005—2009)
- «Телохранитель» (2007)
- «Сонька — Золотая ручка» (2007—2008)
- «Кадетство» (2007)
- «Ангел-хранитель» (2007)
- «Танго втроем» (2007)
- «Главные роли» (2004)
- «Иванов и Рабинович» (2004)
- «Конвой PQ-17» (2005)
- «Гаишники» (2009—2010)
- «Вольф Мессинг: видевший сквозь время» (2010)
- «Исаев» (2010)
- «Слово женщине» (2010)
- «Брачный контракт» (2010—2011)
- «Двое из ларца» (2007)
- «Коллекция» (2008)
- «Склифосовский» (2012)
- «Кухня» (2013—2014)
- «Хорошие руки» (2014)
- «Семейный бизнес» (2014)
- «Маша и Медведь» (2013—2015)

### Мультсериалы Disney
- «Чип и Дейл спешат на помощь»
- «Гуфи и его команда»
- «Утиные истории»
- «Чёрный Плащ»
- «Чудеса на виражах»
- «Приключения мишек Гамми»
- «Новые приключения Винни-Пуха»
- «Русалочка»
- «Аладдин»
- «Тимон и Пумба»
- «Геркулес»
- «Легенда о Тарзане»
- «101 далматинец»
- «Клуб Микки Мауса»
- «Мои друзья Тигруля и Винни[англ.]»

## Зона вещания
Техническое покрытие территории Украины — 95 % (второй по площади охвата после телеканала «Первый»).
С марта 2006 года в кабельных сетях Соединённых Штатов Америки и Канады стартовала международная версия телеканала «1+1» — «1+1 International». «1+1 International» — украиноязычный канал, ориентированный, прежде всего, на представителей украинских диаспор США и Канады и граждан Украины, которые находятся за рубежом.

### Параметры спутникового вещания
- Спутник — Astra 4A (4.8 ° восточной долготы)
- Стандарт — DVB-S2, T2-MI
- Частота — 12188
- Символьная скорость — 30000
- Поляризация — H (горизонтальная)
- Формат изображения — MPEG-4
- Прямая коррекция ошибок (FEC) — 3/4
- Кодирование — Irdeto 2

- Спутник — Astra 4A (4.8 ° восточной долготы)
- Стандарт — DVB-S2
- Частота — 11766
- Символьная скорость — 30000
- Поляризация — H (горизонтальная)
- Формат изображения — MPEG-4
- Прямая коррекция ошибок (FEC) — 2/3
- Кодирование — Verimatrix, BetaCrypt

## Рейтинги
По данным исследования GFK Ukraine доля телеканала в телевизионном эфире Украины в июле 2007 года составляла 15,19 % (второе место). В декабре 2008 года — 15,05 % (второе место).
По итогам 2011 года доля «1+1» составила 13,5 % за весь день и 15,99 % в прайм-тайме по целевой аудитории канала (18-54, вся Украина).
В 2016 году доля телеканала составила 8,94 % среди аудитории от 18 лет, что поставило канал на третье место среди украинских телеканалов.
В 2017 году телеканал завершил год с долей 9,49 % (по данным системы рейтингов Nielsen).
В 2020 году доля канала составила 8,96 %.

## Критика
В ходе президентских выборов 2019 года телеканал поддерживал Владимира Зеленского и Александра Шевченко, в то же время активно критикуя действующего президента Петра Порошенко.
23 марта 2019 года, за несколько дней перед первым туром выборов, в программе «Украинские сенсации: 50 оттенков Петра Порошенко» действующий президент Пётр Порошенко был обвинён в совершении ряда преступлений, включая причастности к смерти родного брата. Единственным источником по последнему пункту стали заявления молдавского пророссийского политика Ренато Усатого, которые уже год публиковали российские государственные телеканалы. Порошенко назвал действия канала медийной атакой и шантажом, сообщив о планах подать в суд. Сам Александр Ткаченко, тогдашний руководитель «1+1 Media» и ставший в 2020 году министром культуры и информполитики Украины при новом президенте Владимире Зеленском (главном конкуренте Порошенко во втором туре) впоследствии назовёт этот сюжет спорным примером журналистики.